# Steve Jobs (película)
Steve Jobs es una película biográfica estadounidense de 2015, basada en la vida del cofundador de Apple, Steve Jobs, protagonizada por Michael Fassbender en el papel protagonista y Kate Winslet, Seth Rogen, Katherine Waterston, Michael Stuhlbarg y Jeff Daniels en papeles secundarios. La película está dirigida por Danny Boyle, producida por Scott Rudin y basada en un guion escrito por Aaron Sorkin, adaptado a partir de la biografía de Walter Isaacson titulada Steve Jobs. Se estrenó el 9 de octubre de 2015 en Estados Unidos.

## Trama
La película se divide en tres actos establecidos en el período previo a los lanzamientos de productos claves organizados por el cofundador de Apple, Steve Jobs. El primero muestra a Jobs y a su mano derecha Joanna Hoffman lidiando con problemas antes del lanzamiento del Macintosh en 1984. La voz de demostración de la computadora no podía decir "hola", y Jobs le demanda al ingeniero Andy Hertzfeld que lo arregle, amenazando con humillarle públicamente en la presentación. Hertzfeld finalmente sugiere fingir la demo usando el prototipo de la Macintosh 512K. Mientras tanto, Jobs se enfurece porque un artículo de la revista Time expuso su disputa de paternidad con su exnovia Chrisann Brennan: Jobs niega que es el padre de la hija de cinco años de Brennan, Lisa. 
Brennan llega con Lisa para enfrentar a Jobs; ella se amarga sobre sus negaciones y su negativa a apoyarla a pesar de su riqueza. Jobs accede a proveerles más dinero y una casa, pero sigue negando su paternidad. Steve "Woz" Wozniak desea que Jobs haga el bien y reconozca a todo el equipo del Apple II en su discurso, pero Jobs se rehúsa a reconocer la vieja computadora. Un flashback muestra a los dos creando el Apple II, revelando que las ideas de Wozniak hicieron exitoso al producto. Jobs discute entonces la política de la compañía con el CEO John Sculley; ellos discuten acerca de la vida de Jobs como un niño adoptado, y éste admite que su necesidad de control deriva en la impotencia de rendirse.
Un montaje muestra que el computador Macintosh no cumplió con las expectativas y la compañía despide a Jobs, quien funda otra empresa, NeXT. El segundo acto de la película muestra a Jobs preparándose para el lanzamiento de la computadora NeXT en el War Memorial Opera House en 1988. Él pasa el tiempo con Lisa, ya con 9 años de edad, a quien ahora reconoce como su hija. La vida de Lisa con Brennan es difícil, y Jobs acusa a Brennan de comportarse de forma errática y de usar a Lisa para obtener dinero de él. Wozniak llega para apoyar a Jobs en lo que él predice como otro lanzamiento desastroso. 
Jobs enfrenta a Wozniak, ya que este último critica la actitud difícil de Jobs, y Wozniak admite su frustración con el agrandamiento de Jobs, cuestionando sus contribuciones. Jobs compara su papel con el de un director de orquesta, que dirige a "músicos" como Wozniak. Hertzfeld muestra a Jobs una parodia de un comunicado prensa que muestra que Apple compra a NeXT por su OS y nombra a Jobs como CEO. Sculley aparece, desafiando a la narrativa en la que despidió a Jobs. Un flashback revela que cuando Sculley se trasladó a eliminar gradualmente el computador Macintosh, él le advirtió a Jobs que el consejo lo iba a despedir si tocaba el tema, pero Jobs se fue contra el consejo de todos modos, forzando el voto que lo dejó fuera de Apple. Mientras tanto, Hoffman y Jobs discuten acerca de la dirección sin sentido de NeXT, Hoffman se da cuenta de que Jobs ha hecho el diseño de la computadora para atraer a Apple y que estos compren NeXT.
Otro montaje muestra que Apple siguió disminuyendo; la compañía despidió a Sculley, compró NeXT, y nombró CEO a Jobs. El tercer acto de la película, retrata a Jobs preparando la introducción premier, del nuevo computador iMac en 1998 en el Davies Symphony Hall, siendo ésta la computadora más completa que restauró la compañía. Jobs tiene una discusión con Lisa (ya en edad adolescente), porque ella permitió a su madre vender la casa que él compró para ellas. Hoffman le recuerda a Jobs que él la amenazó con suspender la matrícula universitaria de Lisa; él afirma que no significa nada, ya que solo fueron palabras. Hertzfeld revela que él pagó la matrícula de Lisa y le sugirió ir a terapia, impresionando a Jobs. Entonces Wozniak una vez más le pide a Jobs crédito para el equipo de trabajo del Apple II en el lanzamiento de la nueva iMac, pero Jobs se rehúsa nuevamente, dando sus argumentos. Sculley llega en secreto y los dos hacen las paces. Una exasperada Hoffman insiste a Jobs que arregle las cosas con Lisa. Jobs se disculpa por sus errores del pasado, admitiendo el mal que ha hecho. La película termina con Lisa mirando a su padre subiendo al escenario para introducir el nuevo iMac y luego camina hacia ella.

## Reparto
- Michael Fassbender como Steve Jobs, cofundador de Apple.
- Kate Winslet como Joanna Hoffman, ejecutiva en marketing para Apple y NeXT, y mano derecha de Jobs en la película.
- Seth Rogen como Steve Wozniak, cofundador de Apple y creador del Apple II.
- Jeff Daniels como John Sculley, CEO de Apple desde 1983 hasta 1993.
- Katherine Waterston como Chrissan Brennan, exnovia de Steve Jobs y madre de Lisa.
- Michael Stuhlbarg como Andy Hertzfeld, miembro del equipo de desarrollo original del Macintosh.
- Makenzie Moss, Ripley Sobo y Perla Haney-Jardine como Lisa Jobs (en diferentes edades), la hija de Steve Jobs y Chrissan Brennan.
- Sarah Snook como Andrea Cunningham, mánager del lanzamiento del Macintosh y del iMac.
- Adam Shapiro como Avie Tevanian, ingeniero en software para NeXT y más tarde para Apple.
- John Ortiz como Joel Pforzheimer, un periodista de la revista GQ que entrevista a Jobs a lo largo de la película.
- Stan Roth como George Coates, director de teatro en el lanzamiento de la computadora NeXT.

## Ambientación
Según la nota de prensa de Universal, la película está "establecida en el backstage de tres lanzamientos icónicos de productos, terminando en 1998 con la presentación de la iMac. La película nos lleva detrás de las escenas de la revolución digital para pintar un retrato íntimo del hombre brillante en su epicentro".

## Premios y nominaciones
| Premio / Festival                                     | Categoría                                   | Receptores y nominados | Resultado     | Ref.          |
| ----------------------------------------------------- | ------------------------------------------- | --- | ------------- | ------------- |
| Premios Óscar                                         | Mejor actor                                 | Michael Fassbender | Nominado      | [ 3 ]         |
| Premios Óscar                                         | Mejor actriz de reparto                     | Kate Winslet | Nominada      |               |
| Premios AACTA                                         | Mejor actor                                 | Michael Fassbender | Nominado      | [ 4 ]         |
| Premios AACTA                                         | Mejor actriz de reparto                     | Kate Winslet | Nominada      | [ 4 ]         |
| Premios AACTA                                         | Mejor guion adaptado                        | Aaron Sorkin | Nominado      | [ 4 ]         |
| Alianza de Mujeres Periodistas de Cine                | Mejor actor                                 | Michael Fassbender | Nominado      | [ 5 ]         |
| Alianza de Mujeres Periodistas de Cine                | Mejor actriz de reparto                     | Kate Winslet | Nominada      | [ 5 ]         |
| Asociación de Críticos de Cine de Austin              | Mejor actor                                 | Michael Fassbender | Ganador       | [ 6 ] [ 7 ]   |
| Asociación de Críticos de Cine de Austin              | Mejor actriz de reparto                     | Kate Winslet | Nominada      | [ 6 ] [ 7 ]   |
| Asociación de Críticos de Cine de Austin              | Mejor guion adaptado                        | Aaron Sorkin | Nominado      | [ 6 ] [ 7 ]   |
| Premios BAFTA                                         | Mejor actor protagónico                     | Michael Fassbender | Nominado      | [ 8 ]         |
| Premios BAFTA                                         | Mejor actriz de reparto                     | Kate Winslet | Ganadora      | [ 8 ]         |
| Premios BAFTA                                         | Mejor guion adaptado                        | Aaron Sorkin | Nominada      | [ 8 ]         |
| Asociación de Críticos de Cine de Chicago             | Mejor actor                                 | Michael Fassbender | Nominado      | [ 9 ]         |
| Asociación de Críticos de Cine de Chicago             | Mejor guion adaptado                        | Aaron Sorkin | Nominado      | [ 9 ]         |
| Premios de la Crítica Cinematográfica                 | Mejor actor                                 | Michael Fassbender | Nominado      | [ 10 ]        |
| Premios de la Crítica Cinematográfica                 | Mejor actriz de reparto                     | Kate Winslet | Nominada      | [ 10 ]        |
| Premios de la Crítica Cinematográfica                 | Mejor guion adaptado                        | Aaron Sorkin | Nominado      | [ 10 ]        |
| Asociación de Críticos de Cine de Dallas–Fort Worth   | Mejor actor                                 | Michael Fassbender | Segundo lugar | [ 11 ]        |
| Asociación de Críticos de Cine de Dallas–Fort Worth   | Mejor actriz de reparto                     | Kate Winslet | Tercer lugar  | [ 11 ]        |
| Asociación de Críticos de Cine de Denver              | Mejor actor                                 | Michael Fassbender | Nominado      | [ 12 ]        |
| Asociación de Críticos de Cine de Denver              | Mejor actriz de reparto                     | Kate Winslet | Nominada      | [ 12 ]        |
| Asociación de Críticos de Cine de Denver              | Mejor guion adaptado                        | Aaron Sorkin | Nominado      | [ 12 ]        |
| Asociación de Críticos de Cine de Detroit             | Mejor actor                                 | Michael Fassbender | Nominado      | [ 13 ]        |
| Círculo de Críticos de Cine de Dublín                 | Mejor actor                                 | Michael Fassbender | Ganador       | [ 14 ]        |
| Premios Empire                                        | Mejor actor                                 | Michael Fassbender | Nominado      | [ 15 ]        |
| Premios Empire                                        | Mejor guion                                 | Aaron Sorkin | Nominado      | [ 15 ]        |
| Círculo de Críticos de Cine de Florida                | Mejor actor                                 | Michael Fassbender | Nominado      | [ 16 ]        |
| Círculo de Críticos de Cine de Florida                | Mejor guion adaptado                        | Aaron Sorkin | Nominado      | [ 16 ]        |
| Premios Globo de Oro                                  | Mejor actor                                 | Michael Fassbender | Nominado      | [ 17 ]        |
| Premios Globo de Oro                                  | Mejor actriz de reparto                     | Kate Winslet | Ganadora      | [ 17 ]        |
| Premios Globo de Oro                                  | Mejor guion                                 | Aaron Sorkin | Ganador       | [ 17 ]        |
| Premios Globo de Oro                                  | Mejor banda sonora                          | Daniel Pemberton | Nominado      | [ 17 ]        |
| Asociación de Críticos de Cine de Houston             | Mejor película                              | Steve Jobs | Nominada      | [ 18 ]        |
| Asociación de Críticos de Cine de Houston             | Mejor actor                                 | Michael Fassbender | Ganador       | [ 18 ]        |
| Asociación de Críticos de Cine de Houston             | Mejor actriz de reparto                     | Kate Winslet | Nominada      | [ 18 ]        |
| Asociación de Críticos de Cine de Houston             | Mejor guion                                 | Aaron Sorkin | Nominado      | [ 18 ]        |
| Asociación de Críticos de Cine de Houston             | Mejor banda sonora                          | Daniel Pemberton | Nominado      | [ 18 ]        |
| Premio Júpiter                                        | Mejor actor internacional                   | Michael Fassbender | Nominado      |               |
| Círculo de Críticos de Cine de Londres                | Mejor actor                                 | Michael Fassbender | Nominado      | [ 19 ] [ 20 ] |
| Círculo de Críticos de Cine de Londres                | Mejor actriz de reparto                     | Kate Winslet | Ganadora      | [ 19 ] [ 20 ] |
| Círculo de Críticos de Cine de Londres                | Mejor actriz británica                      | Kate Winslet (también por The Dressmaker y A Little Chaos) | Nominada      | [ 19 ] [ 20 ] |
| Círculo de Críticos de Cine de Londres                | Mejor actor británico                       | Michael Fassbender (también por Macbeth y Slow West) | Nominado      | [ 19 ] [ 20 ] |
| Círculo de Críticos de Cine de Londres                | Mejor guion                                 | Aaron Sorkin | Nominado      | [ 19 ] [ 20 ] |
| Círculo de Críticos de Cine de Londres                | Logro técnico del año                       | Elliot Graham (por edición) | Nominado      | [ 19 ] [ 20 ] |
| LAFCA                                                 | Mejor actor                                 | Michael Fassbender | Ganador       | [ 21 ]        |
| Asociación Nacional de Críticos de Cine               | Mejor actriz de reparto                     | Kate Winslet | Tercer lugar  | [ 22 ]        |
| Críticos de Cine de Nueva York en Línea               | Top 10 del año                              | Steve Jobs | Ganadora      | [ 23 ]        |
| Críticos de Cine de Nueva York en Línea               | Mejor actriz de reparto                     | Kate Winslet | Segundo lugar | [ 23 ]        |
| Sociedad de Críticos de Cine en Línea                 | Mejor actor                                 | Michael Fassbender | Ganador       | [ 24 ]        |
| Sociedad de Críticos de Cine en Línea                 | Mejor actriz de reparto                     | Kate Winslet | Nominada      | [ 24 ]        |
| Sociedad de Críticos de Cine en Línea                 | Mejor guion adaptado                        | Aaron Sorkin | Nominado      | [ 24 ]        |
| Sociedad de Críticos de Cine en Línea                 | Mejor edición                               | Elliot Graham | Nominado      | [ 24 ]        |
| Premio de la Asociación de Televisión y Cine en Línea | Mejor actor                                 | Michael Fassbender | Segundo lugar | [ 25 ]        |
| Premio de la Asociación de Televisión y Cine en Línea | Mejor actriz de reparto                     | Kate Winslet | Nominada      | [ 25 ]        |
| Premio de la Asociación de Televisión y Cine en Línea | Mejor guion adaptado                        | Aaron Sorkin | Nominado      | [ 25 ]        |
| Festival Internacional de Cine de Palm Springs        | Estrella internacional                      | Michael Fassbender | Ganador       | [ 26 ]        |
| Círculo de Críticos de Cine de San Francisco          | Mejor actor                                 | Michael Fassbender | Nominado      | [ 27 ]        |
| Premios Satellite                                     | Mejor actor                                 | Michael Fassbender | Ganador       | [ 28 ]        |
| Premios Satellite                                     | Mejor actriz de reparto                     | Kate Winslet | Nominada      | [ 28 ]        |
| Premios Satellite                                     | Mejor guion adaptado                        | Aaron Sorkin | Ganador       | [ 28 ]        |
| Premios Satellite                                     | Mejor edición                               | Elliot Graham | Nominado      | [ 28 ]        |
| Premios del Sindicato de Actores                      | Mejor interpretación masculina protagonista | Michael Fassbender | Nominado      | [ 29 ]        |
| Premios del Sindicato de Actores                      | Mejor interpretación femenina de reparto    | Kate Winslet | Nominada      | [ 29 ]        |
| Asociación de Críticos de Cine de San Luis            | Mejor actriz de reparto                     | Kate Winslet | Nominada      | [ 30 ]        |
| Asociación de Críticos de Cine de San Luis            | Mejor guion adaptado                        | Aaron Sorkin y Walter Isaacson | Nominados     | [ 30 ]        |
| Asociación de Críticos de Cine de Toronto             | Mejor actor                                 | Michael Fassbender | Segundo lugar | [ 31 ]        |
| Círculo de Críticos de Cine de Vancouver              | Mejor actor                                 | Michael Fassbender | Ganador       | [ 32 ]        |
| Encuesta de Cine de Village Voice                     | Mejor actor                                 | Michael Fassbender | Tercer lugar  | [ 33 ] [ 34 ] |
| Encuesta de Cine de Village Voice                     | Mejor actriz de reparto                     | Kate Winslet | Sexto lugar   | [ 33 ] [ 34 ] |
| Asociación de Críticos de Cine de Washington D. C.    | [Mejor actor                                | Michael Fassbender | Nominado      | [ 35 ]        |
| Asociación de Críticos de Cine de Washington D. C.    | Mejor actriz de reparto                     | Kate Winslet | Nominada      | [ 35 ]        |
| Asociación de Críticos de Cine de Washington D. C.    | Mejor reparto                               | Jeff Daniels, Michael Fassbender, Perla Haney-Jardine, Makenzie Moss, John Ortiz, Seth Rogen, Adam Shapiro, Sarah Snook, Ripley Sobo, Michael Stuhlbarg, Kate Winslet y Katherine Waterston | Nominados     | [ 35 ]        |
| Asociación de Críticos de Cine de Washington D. C.    | Mejor guion adaptado                        | Aaron Sorkin | Nominado      | [ 35 ]        |
| Asociación de Críticos de Cine de Washington D. C.    | Mejor edición                               | Elliot Graham | Nominado      | [ 35 ]        |
| Premios WGA                                           | Mejor guion adaptado                        | Aaron Sorkin | Nominado      | [ 36 ]        |